# Centrolene lynchi
Centrolene lynchi es una especie de anfibio anuro de la familia de las ranas de cristal (Centrolenidae). Se distribuye por la vertiente pacífica de los Andes de Colombia y Ecuador entre los 1520 y los 1858 metros de altitud. Las especies Centrolene scirtetes y Centrolene gemmata se consideran desde 2020 como sinónimos de C. lynchi. Habita junto a arroyos en zonas de bosque nublado. Puede encontrarse en bosques secundarios. Los machos se pelean durante la época de reproducción. Los machos cuidan de las puestas de huevos hasta que eclosionan. Miden entre 2,3 y 2,6 cm de longitud siendo machos y hembras de tamaño parecido.